# Choroba Fahra
Choroba Fahra, zespół Fahra, idiopatyczne zwapnienie jąder podstawy, idiopatyczne zwapnienie zwojów podstawy – rzadka, uwarunkowana genetycznie choroba obejmująca ośrodkowy układ nerwowy, dziedziczona w sposób autosomalnie dominujący. W sposób dominujący dziedziczone są mutacje genów SLC20A2. Charakteryzuje się występowaniem obustronnych i symetrycznych zwapnień w jądrach podstawnych, które mogą pojawiać się także w innych strukturach anatomicznych mózgowia (np. korze mózgowej, móżdżku).
Jako pierwszy opisał ją niemiecki patolog Karl Theodor Fahr w 1930 roku. Inny opis przedstawili Jean Alfred Émile Chavany i Jacques Brunhes, stąd rzadziej spotykana nazwa – zespół Chavany-Brunhesa.

## Objawy
Objawy najczęściej ujawniają się w czwartej lub piątej dekadzie życia (czasami nawet w młodości) i obejmują: niepewność chodu, drgawki, zawroty głowy, dyzartrię, bóle głowy, niedociśnienie ortostatyczne i omdlenia. Występują także: parkinsonizm, drżenie, pląsawica, dystonia, ataksja, halucynacje i urojenia, agresywność, drażliwość, zaburzenia osobowości i zaburzenia nastroju. Objawy mogą przypominać manię lub schizofrenię. 

## Leczenie
Obecnie brak jest leczenia przyczynowego. W zależności od objawów stosuje się lewodopę, jeżeli występuje parkinsonizm, jednakże ze słabym rezultatem. Haloperydol oraz węglan litu mogą zmniejszyć objawy psychotyczne.